# リーガン郡 (テキサス州)
リーガン郡（リーガンぐん、英: Reagan County）は、アメリカ合衆国テキサス州の西部、エドワーズ高原に位置する郡である。2010年国勢調査での人口は3,367人であり、2000年の3,326人から1.2％増加した。郡庁所在地は唯一の都市であるビッグレイク（人口2,936人）であり、同郡で人口最大の町でもある。リーガン郡は1903年に設立され、郡名はアメリカ連合国の郵政長官、アメリカ合衆国上下議員、テキサス州鉄道委員会議長を務めたジョン・ヘニンガー・リーガンに因んで名付けられた。

## 年譜
- リーガン郡となった地域の住人はパレオ・インディアン、スマ・ジュマノ族、カイオワ族、コマンチ族インディアンだった[4]
- 1650年、エルナン・マルティンとディエゴ・デル・カスティリョ各大尉がこの地域を探検した[5]
- 1684、フアン・ドミニゲス・デ・メンドーサ[6]とニコラス・ロペス[7]が地域のインディアンについて報告した[8]
- 1858年-1861年、バターフィールド陸路郵便がこの地域を通過する道を開いた[9]
- 1878年、コンチョ砦の前身基地としてキャンプ・グリアソンズスプリングが設立され、ベンジャミン・H・グリアソン大佐の名前が採られた[10]
- 1903年、トムグリーン郡の一部からリーガン郡が設立され、アメリカ合衆国上院議員ジョン・ヘニンガー・リーガンに因んで名付けられた。最初の郡庁所在地はスタイルズとされた。この町は地元牧場主ウィリアム・G・スタイルズに因んで名付けられた。[11]
- 1911年、カンザスシティ・メキシコ・アンド・オリエント・オブ・テキサス鉄道が開通した[12]
- 1923年、パーミアン盆地のビッグレイク油田で石油が発見された。その土地はテキサス大学の所有する土地であり、パーミアン盆地で石油生産が開始されることで、恒久的大学基金ができた。油井は「不可能の聖人」カッシアのリタに因んでサンタリタ1号油井と名付けられた[13]。ビッグレイクの町が法人化された[14][15]
- 1924年、石油ブームの町ベストが暴動状態となり、テキサス・レンジャーの介入を必要とした。レンジャーは売春宿、賭博所、酒場として使われていた建物を破壊した[16]
- 1925年、郡民の投票で郡庁所在地をビッグレイク市に移した[15]
- 1926年、ビッグレイク石油会社がその従業員と家族のためにテクソンの町を設立した[17]
- 1951年、スプラベリー・トレンドの石油生産で石油ブームが再開された[13]

## 地理
アメリカ合衆国国勢調査局に拠れば、郡域全面積は1,176平方マイル (3,046 km2)であり、このうち陸地1,175平方マイル (3,043 km2)、水域は1平方マイル (3 km2)で水域率は0.06％である。石油埋蔵量ではアメリカ合衆国の中で第3位の油田であるスプラベリー・トレンドが、郡内の多くの場所に入っている。

### 主要高規格道路
- アメリカ国道67号線
- テキサス州道137号線
- 農場市場直結道路33号線

### 隣接する郡
- グラスコック郡 - 北
- スターリング郡 - 北東
- トムグリーン郡 - 東
- イリオン郡 - 東
- クロケット郡 - 南
- アプトン郡 - 西

## 人口動態
以下は2000年の国勢調査による人口統計データである。
| 基礎データ - 人口: 3,326人 - 世帯数: 1,107 世帯 - 家族数: 872 家族 - 人口密度: 1人/km2（3人/mi2） - 住居数: 1,452軒 - 住居密度: 0軒/km2（1軒/mi2） 人種別人口構成 - 白人: 64.64% - アフリカン・アメリカン: 3.01% - ネイティブ・アメリカン: 0.54% - アジア人: 0.27% - その他の人種: 29.56% - 混血: 1.98% - ヒスパニック・ラテン系: 49.49% 年齢別人口構成 - 18歳未満: 34.2% - 18-24歳: 7.6% - 25-44歳: 28.1% - 45-64歳: 19.9% - 65歳以上: 10.3% - 年齢の中央値: 32歳 - 性比（女性100人あたり男性の人口） - 総人口: 100.5 - 18歳以上: 100.5 | 世帯と家族（対世帯数） - 18歳未満の子供がいる: 46.8% - 結婚・同居している夫婦: 68.1% - 未婚・離婚・死別女性が世帯主: 7.2% - 非家族世帯: 21.2% - 単身世帯: 19.8% - 65歳以上の老人1人暮らし: 7.5% - 平均構成人数 - 世帯: 2.96人 - 家族: 3.42人 収入と家計 - 収入の中央値 - 世帯: 33,231米ドル - 家族: 36,806米ドル - 性別 - 男性: 31,228米ドル - 女性: 18,750米ドル - 人口1人あたり収入: 13,174米ドル - 貧困線以下 - 対人口: 11.8% - 対家族数: 9.3% - 18歳未満: 10.6% - 65歳以上: 23.6% |

## 都市と町
- ビッグレイク - 郡庁所在地
- ベスト
- スタイルズ
- テクソン